# Assembleia da Iugoslávia
O Parlamento da Iugoslávia era a legislatura da Iugoslávia. Antes da Segunda Guerra Mundial, no Reino da Iugoslávia era conhecida como Assembleia Nacional (Narodna skupština), enquanto na República Socialista Federal da Iugoslávia o nome foi mudado para Assembleia Federal (Savezna skupština). Funcionou de 1920 a 1992 e residia no prédio da Casa da Assembleia Nacional que posteriormente serviu como sede do Parlamento da Sérvia e Montenegro e desde 2006 hospeda a Assembleia Nacional da Sérvia.

## Reino da Iugoslávia
O primeiro corpo parlamentar do estado foi a Representação Nacional Temporária que existiu até as primeiras eleições realizadas em 28 de novembro de 1920. O novo parlamento era conhecido como Assembleia Constituinte. A assembleia adotou a Constituição de Vidovdan em 28 de junho de 1921, após a qual ficou conhecida como Assembleia Nacional.
Após o fim da Ditadura de 6 de Janeiro, em 1931 o reino voltou a ser uma monarquia constitucional e a Assembleia Nacional passou a ser a Representação Nacional composta pela Assembleia Nacional (câmara baixa) e pelo Senado (câmara alta).

## Conselho Antifascista para a Libertação Nacional da Iugoslávia
Durante a ocupação do Eixo na Iugoslávia (1941 a 1944), o Conselho Antifascista para a Libertação Nacional da Iugoslávia (AVNOJ) foi a organização política central dos conselhos de libertação nacional da Resistência Iugoslava.

## República Socialista Federal da Iugoslávia
Como resultado do Tratado de Vis, AVNOJ foi reformado na Assembleia Nacional Temporária, que também incluiu várias dezenas de membros da assembleia eleitos em 1938. Após a consolidação do poder pelos comunistas no final de 1945, foi instituída a Assembleia Constituinte. A Assembleia Constituinte foi dividida em duas casas: a Assembleia Federal e a Assembleia dos Povos.
Com a adoção de uma constituição em 1946, o nome Assembleia Nacional foi adotado novamente. Foi dividido em dois conselhos (câmaras):  o Conselho Federal e o Conselho dos Povos.  Com a emenda da constituição em 1953, a Assembleia Popular Federal foi dividida em Conselho Federal e Conselho de Produtores (de 1953 a 1967, o Conselho das Nações foi uma "sub-câmara" dentro do Conselho Federal).
Em 1963, com a adoção de uma nova constituição, a Assembleia Federal foi dividida em cinco câmaras: o Conselho Federal, o Conselho Econômico, o Conselho Educacional-Cultural, o Conselho Social-Saúde e o Conselho Orgânico-Político.  Em 1967, o Conselho das Nações tornou-se sua câmara separada, enquanto em 1968 o Conselho Federal foi rebaixado em favor do Conselho das Nações e o Conselho Organizacional-Político mudou seu nome para Conselho Sócio-Político. A Assembleia Federal da Iugoslávia foi a única legislatura pentacameral (mais tarde hexacameral) na história política. 
Após a adoção da Constituição Iugoslava de 1974, a Assembleia da RSFI passou a ser bicameral, com a câmara baixa chamada Câmara Federal e uma câmara alta chamada Câmara das Repúblicas e Províncias . A Câmara Federal tinha 30 membros de cada República e 20 de cada Província Autônoma, enquanto a Câmara das Repúblicas e Províncias tinha 12 membros de cada República e 8 de cada Província Autônoma. A Assembleia era composta por membros da Liga dos Comunistas de cada república constituinte nomeados por colégios eleitorais escolhidos em diferentes níveis da hierarquia jurídica por meio de procedimentos complexos. 
Quando a Liga dos Comunistas entrou em colapso em 1990 em meio a tensões étnicas, a Assembleia foi fechada. A instituição seria ressuscitada como Assembleia Federal da República Federal da Iugoslávia em 1992, mas esta assembleia havia eleito membros.

## Galeria

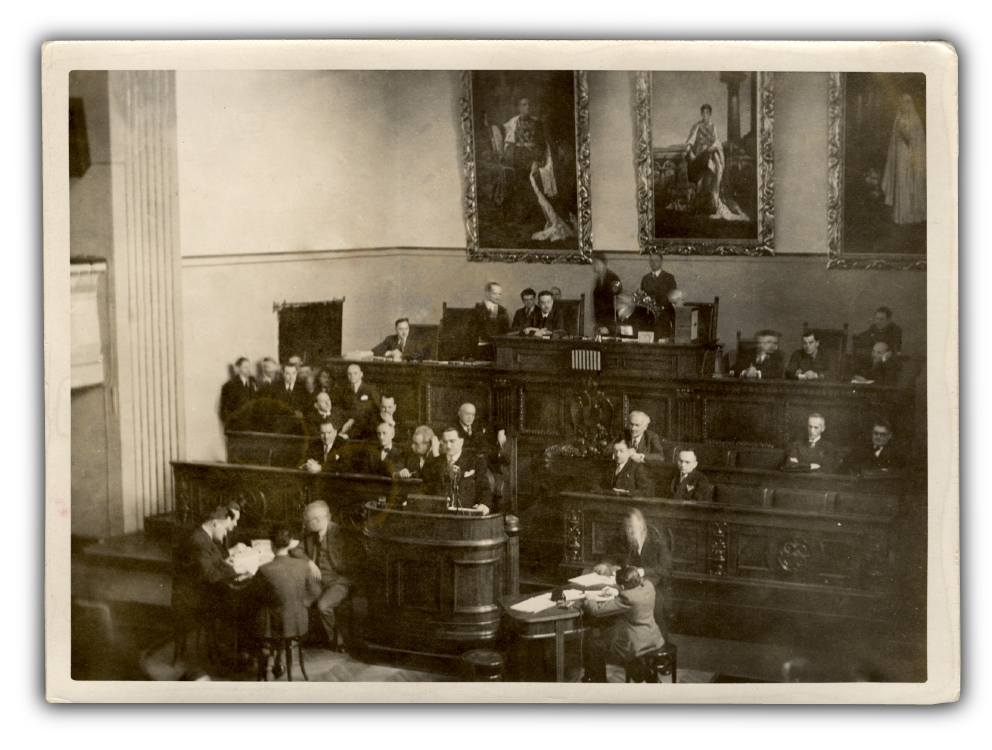
O parlamento em 1936
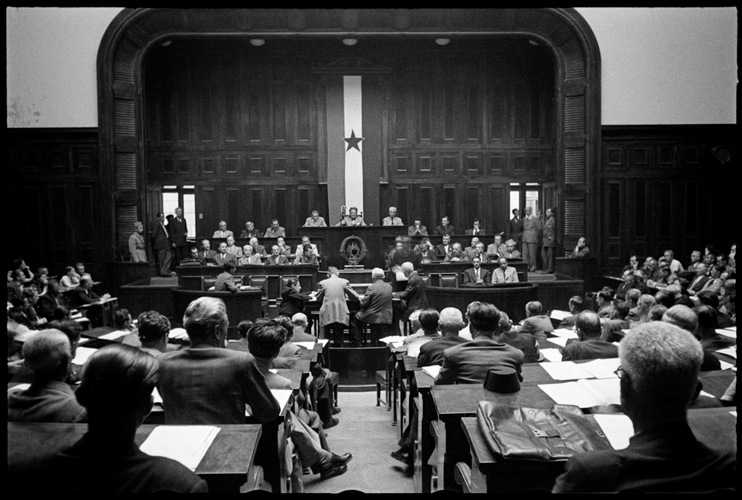
O parlamento em 1945
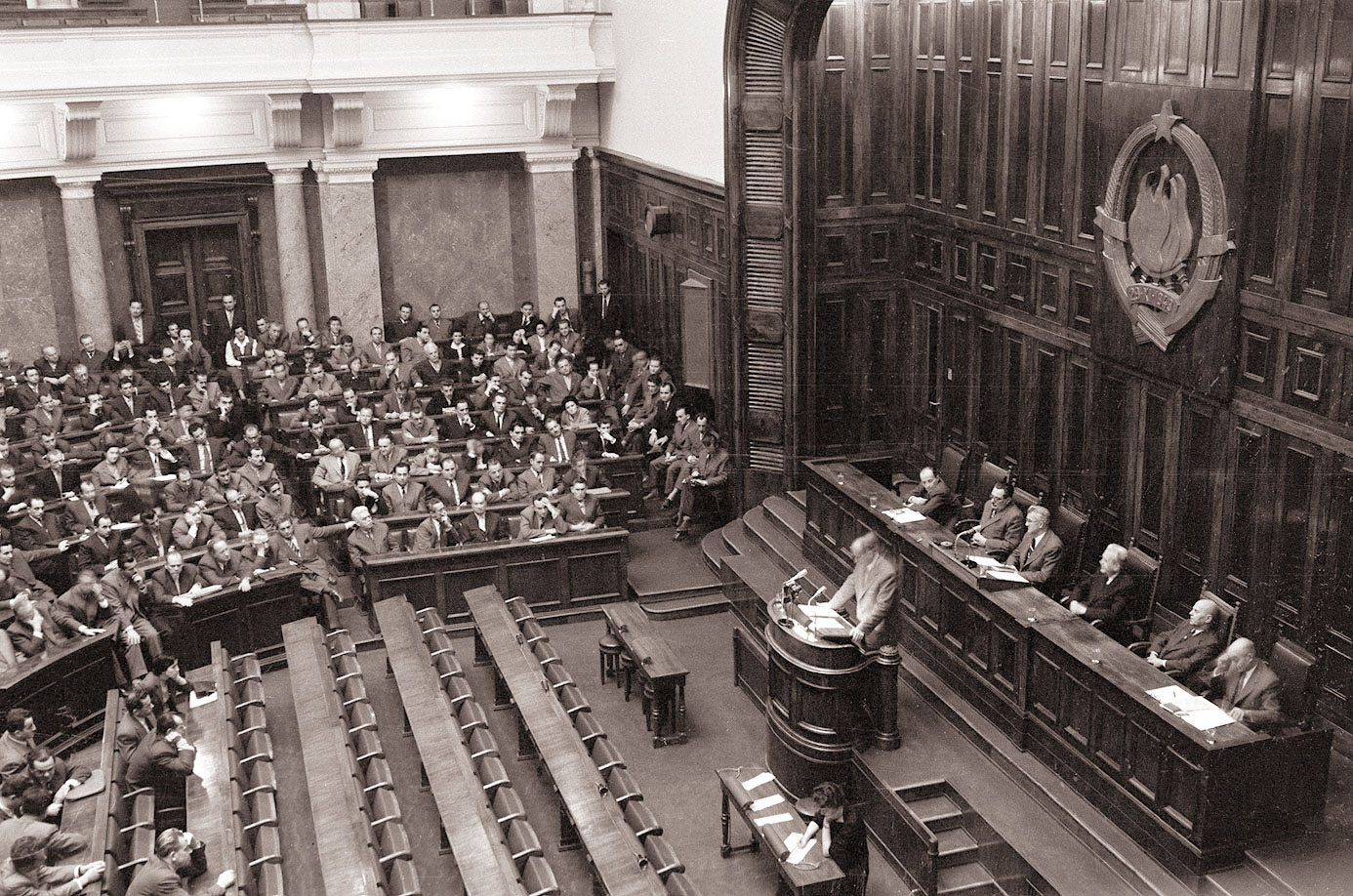
O parlamento em 1958